# Юловка (приток Суры)
Юловка — река в России, протекает по Городищенскому району Пензенской области. Правый приток Суры.

## География
Река Юловка берёт начало у села Юлово. Течёт на юго-восток через город Городище. Впадает в Суру у посёлка Чаадаевка. Устье реки находится в 715 км по правому берегу Суры. Длина реки составляет 48 км, площадь водосборного бассейна — 390 км².
Основные притоки: Шкудимка, Кичкинейка и Руждумка.

## Данные водного реестра
По данным государственного водного реестра России относится к Верхневолжскому бассейновому округу, водохозяйственный участок реки — Сура от истока до Сурского гидроузла, речной подбассейн реки — Сура. Речной бассейн реки — (Верхняя) Волга до Куйбышевского водохранилища (без бассейна Оки).
Код объекта в государственном водном реестре — 08010500112110000035444.